# Dicranomyia melanacaena
Dicranomyia melanacaena är en tvåvingeart som först beskrevs av Alexander 1970.  Dicranomyia melanacaena ingår i släktet Dicranomyia och familjen småharkrankar. Inga underarter finns listade i Catalogue of Life.